# XXIe siècle en droit au Québec

Le XXIe siècle en droit québécois a, pour l'instant, été marquée par le débat de la clarté référendaire et sur quelques décisions de la Cour suprême sur la langue d'enseignement au Québec.
Plus récemment, les décisions des tribunaux sur la constitutionnalité du Code civil du Québec relativement aux conjoints de faits a soulevé beaucoup de débats. La Cour suprême a maintenu le régime actuel.

## Années 2000
- 15 mars 2000 -  la Chambre des communes du Canada adopte la Loi sur la clarté référendaire[1].
- 14 juin 2000 -  la loi abrogeant le statut confessionnel des écoles primaires et secondaires publiques est adoptée[2]

- 6 juillet 2000 -  Québec et Ottawa signent une entente avec certaines communautés innus, accordant l'autonomie gouvernementale autochtone ainsi que la disparition des réserves sur les territoires[3].
- 7 décembre 2000 -  l'Assemblée nationale du Québec adopte la Loi sur l'exercice des droits fondamentaux et des prérogatives du peuple québécois et de l'État du Québec[4]
- 20 décembre 2000 -  la loi 170 sur les fusions municipales est adoptée.

- 12 juin 2002 -  l'Assemblée nationale adopte la Loi 104 afin de resserrer les critères d'admissibilité des enfants à l'école anglaise.
- 13 décembre 2002 - Adoption de la loi anti-pauvreté[5].
- 17 décembre 2002 -  Arrestations importantes à la suite de l'Opération Scorpion.
- décembre 2003 - Adoption de la loi sur les défusions municipales.
- 22 octobre 2009 -  La Cour suprême du Canada rend la décision Nguyen c. Québec et invalide plusieurs dispositions de la Charte de la langue française sur la langue d'enseignement au primaire et au secondaire.
- 1er décembre 2009 -  l'Assemblée nationale adopte la Loi sur les sociétés par action afin de remplacer l'ancienne loi sur les compagnies, de plus en plus désuète.

## Années 2010
- 13 avril 2010 — La Commission Bastarache chargé d'enquêter sur des allégations d'influence politique dans la nomination des juges dépose son rapport.
- 19 octobre 2010 — L'Assemblée nationale adopte, sous bâillon, la loi 115 visant à faire suite à la décision Nguyen c. Québec de la Cour suprême.
- 8-21 février 2011 —  Grève des juristes de l'État québécois.
- 18 mai 2012 — Le gouvernement Charest adopte la loi 78 visant à limiter le droit de manifestation au Québec afin de mettre fin à la grève étudiante de 2012.
- 21 septembre 2012 — La loi 78 est abolie par le nouveau gouvernement de Pauline Marois.
- 25 janvier 2013 — La Cour suprême rend son jugement dans l'affaire Québec (Procureur général) c. A et rejette la contestation constitutionnelle des dispositions du Code civil qui excluent les conjoints de faits de l'obligation alimentaire et du patrimoine familial[6],[7].
- 21 mars 2014 — À la suite de la tentative de nommer le juge Marc Nadon à la Cour suprême, celle-ci statue que les juges québécois siégeant dans les tribunaux fédéraux sans être avocat ne peuvent être nommer à la Cour suprême pour occuper l'un des trois postes réservés au Québec[8]. La nomination de Marc Nadon est annulé et le poste sera occupé par Clément Gascon.
- 10 juin 2014 — Le Parlement adopte la Loi concernant les soins de fin de vie visant à permettre les médecins au Québec à pratiquer l'euthanasie lorsqu'une personne est atteinte d'une maladie grave et incurable et qu'elle éprouve des souffrances physiques importantes[9]
- 4 décembre 2015 — Le Parlement adopte une loi pour que le Code civil cesse de classer les animaux parmi les biens[10].
- 1er janvier 2016 — Entrée en vigueur du nouveau Code de procédure civile modernisant la procédure et laissait une place importante aux modes alternatif de résolution des conflits.
- 18 décembre 2017 — Le québécois Richard Wagner devient, à l'âge de 60 ans, juge en chef du Canada[11].